# Bluefish
El Bluefish és un programa editor d'HTML multiplataforma POSIX i amb llicència GPL, cosa que el converteix en programari lliure.
Bluefish està dirigit a dissenyadors web experimentats i programadors. Aquest s'enfoca en l'edició de pàgines dinàmiques i interactives. És capaç de reconèixer diversos llenguatges de programació i molts tipus de marques. Permet la visualització en diversos navegadors i en el navegador predeterminat de GNOME.
Bluefish és capaç d'executar-se en molts dels sistemes operatius compatibles amb POSIX (Portable Operating System Interface) com per exemple Linux, FreeBSD, MacOS-X, OpenBSD, Solaris, Tru64 i també a Windows.
Empra principalment les llibreries GTK i C posix. L'última versió que va funcionar amb GTK 1.0 o 1.2 va ser la 0.7. La versió actual requereix com a mínim GTK 2.0 (o superior), libpcre 3.0 (o superior), libaspell 0.50 o superior (opcional) per a correcció d'ortografia i gnome-vfs (opcional) per a treballar amb arxius remots.
És important tenir en compte que el programa no forma part oficialment del projecte Gnome, però és utilitzat sovint en l'esmentat entorn.
Els usuaris també poden accedir als recursos en línia, tals com servidors FTP o directoris WebDAV, de forma transparent, a través de Gnome VFS, una capa d'abstracció al sistema d'arxius.
El nom i logo de Bluefish (peix blau) va ser proposat per Neil Millar, que el va suggerir a l'equip de treball i immediatament els va captivar. Bluefish és un animal (peix) que es desplaça en bàndols nombrosos i prop de la costa. És evident que el seu nom crida a la integració i a la compartició, ideals en el programari lliure.
Bluefish disposa de característiques com ara rapidesa, possibilitat d'obrir múltiples fitxers simultàniament, suporti multiprojecte, suport per a fitxers remots mitjançant gnome-vfs, marcat de sintaxi personalizable basat en expressions regulars compatibles amb Perl, suport per a subpatrons i patrons predefinits (per a HTML, PHP, Javascript, JSP, SQL, XML, Python, Perl, CSS, ColdFusion, Pascal, R, Octave/Matlab), diàlegs per etiquetes HTML, assistents per a creació fàcil de documents, creació de taules, marcs, suport per a múltiples codificacions, treball amb diferents jocs de caràcters, numeració de línies, menús desplegables, barres d'eines configurables, diàleg per inserir imatges, cercador de referències de funcions, Integració personalizable amb diversos programes (make, javac, etc.), ressaltar la sintaxi (C, Java, JavaScript, Python, Perl, ColdFusion, Pascal, R i Octave), traduccions completes en aproximadament vint llengües, entre elles el català.
El 2005 se'n derivà Winefish, un editor LaTeX.